# Miguel Ángel Fernández Ordóñez
Miguel Ángel Fernández Ordóñez (Madrid, 3 d'abril de 1945) és un economista i funcionari espanyol, que ha format part de diversos governs socialistes i va ser governador del Banc d'Espanya entre 2006 i 2012.

## Biografia
Germà petit del polític espanyol Francisco Fernández Ordóñez, està casat amb Inés Alberdi (actual Directora Executiva del Fons de les Nacions Unides per a les Dones, UNIFEM) i té dos fills. És llicenciat en Dret i Ciències Econòmiques per la Universitat Complutense de Madrid. És funcionari de carrera, pertanyent al Cos de Tècnics Comercials i Economistes de l'Estat. Se'l considera enquadrat a l'ala més liberal del socialisme.
Durant la transició, va militar en Convergència Socialista de Madrid (un dels partits que componien la Federació de Partits Socialistes). Ja durant els primers governs de Felipe González va ser secretari d'estat d'Economia i secretari d'estat de Comerç. Posteriorment, va ser director Executiu del Fons Monetari Internacional, per més tard ocupar alguns càrrecs en empreses públiques. El 1992 va ser nomenat president de l'acabat de crear Tribunal de Defensa de la Competència. Allà va impulsar polítiques liberalitzadores com a llibertat d'horaris comercials i la dels col·legis professionals.
Entre el 1995 i el 1999 va passar a ocupar el lloc de president de la Comissió del Sistema Elèctric Nacional (antecedent de l'actual Comissió Nacional d'Energia), on va actuar en contra dels privilegis de les companyies elèctriques, oposant-se a la percepció per part d'aquestes dels denominats Costs de Transició a la Competència (CTC), els quals, encara que van ser finalment cobrats per les elèctriques, van ser retallats quasi a la meitat. Posteriorment va ser assessor del Grup PRISA (editor del diari El País, on va ser columnista de la secció d'economia) i director del programa econòmic «Hora 25 de los Negocios» a la cadena SER.
Des de 2004 era secretari d'estat d'Hisenda i Pressuposts al govern de José Luis Rodríguez Zapatero, a les ordres del ministre d'Economia, Pedro Solbes.
El 7 de març de 2006 va cessar com a secretari d'estat per ser proposat com a conseller i membre de la comissió executiva del Banc d'Espanya. Aquesta designació és el pas anterior a la seva designació com a governador en substitució de Jaime Caruana, el mandat del qual va acabar al juliol de 2006. El Partit Popular –principal partit de l'oposició– es va mostrar en contra d'aquesta designació «pel seu alt perfil polític».
Com a governador del Banc d'Espanya forma part del Consell de Supervisors Bancaris de Basilea, organisme que va posar en marxa les normatives de supervisió, control i funcionament del sistema financer europeu, a través dels coneguts com a acords Basilea.

Durant el seu mandat va tenir lloc la més gran crisi financera de les últimes dècades a Espanya, que va agreujar els efectes de la crisi econòmica financera internacional. El sistema financer espanyol es va veure afectat de forma especial a causa de la concentració de riscs de bancs, però especialment de les caixes, en el sector immobiliari. El dia 29 de maig del 2012 durant una entrevista mantinguda amb el president del Govern Mariano Rajoy, Fernández Ordóñez li comunica la seva decisió d'avançar un mes el seu cessament al capdavant del Banc d'Espanya.
| « | El governador del Banc d'Espanya, Miguel Fernández Ordóñez, s'ha entrevistat avui amb el president del Govern i li ha comunicat la seva decisió d'avançar la data de cessament en el seu càrrec al 10 de juny, en lloc del 12 de juliol, que és quan acaba el seu mandat, de manera que el seu successor pugui incorporar-se l'11 de juny. El governador pensa que amb l'aprovació pel Consell de Govern dels Comptes del Banc i la liquidació del Pressupost, així com amb la presentació de l'Informe Anual la setmana vinent, es tanca un període de cinc anys i onze mesos al capdavant del Banc. A partir de l'11 de juny -data de recepció dels plans de les entitats per complir amb l'últim RD-l de reforma financera- s'obre una nova etapa on han de prendre's decisions molt importants, com l'aprovació dels plans derivats del mencionat RD-l o els treballs relacionats amb les avaluacions de les consultories privades sobre el nostre sistema bancari. El governador considera que per afrontar aquest nou període disposaria tan sols d'un mes, pel que pensa que la seva decisió és la millor per a la institució que presideix i sobretot per al nou governador, que així podrà participar plenament en totes aquestes importants decisions des del primer moment. El president del Govern ha entès que aquesta decisió afavoreix una transició àgil i eficient al lloc de governador i servirà perquè el Banc d'Espanya continuï aportant el seu coneixement i professionalitat en la resolució dels problemes de la nostra economia i el seu sistema bancari. | » |
| — BANCO DE ESPAÑA - Departamento de Comunicación - NOTA INFORMATIVA - Madrid, 29 de mayo de 2012 - COMUNICADO | |   |

Segons el diari El País la decisió va estar motivada per la negativa del govern què comparegués davant de Congrés dels Diputats per explicar la seva actuació a la crisi de Bankia. L'endemà en una compareixença davant el Senat, programada des de feia setmanes, no va respondre a les preguntes dels senadors sobre la crisi de Bankia al·legant el silenci que li havia imposat el govern. «Hi ha hagut una campanya de desprestigi enorme. A mi m'agradaria donar la nostra versió perquè el ciutadà jutgi, però si el Govern no ho vol, que és el que està portant la gestió de la crisi en aquest moment, seria una irresponsabilitat enorme no fer el que demana l'Executiu», va afirmar.
El 7 de juny de 2012 el govern de Mariano Rajoy va fer conèixer el nom del seu substitut: Luis Maria Linde.
Fernández Ordóñez va cobrar 348.751 euros d'indemnització per abandonar el Banco de España.
Al gener de 2016 publica el seu llibre Economistas, políticos y otros animales on fa balanç de la seva gestió com a Governador que califica de raonable, i critica al Ministre d'Economía, Luis de Guindos y al Partit Popular per la seva gestió de la crisi i al reestructuració del sistema finançer espanyol. També critica que a la primera legislatura de Zapatero es va alimentar més la bommbolla immobiliaria i no es va aprovar reformes ni es va fer mes barat el cost d'acomiadament d'un treballador/a.